# The Adventure of the Abbey Grange
The Adventure of Abbey Grange(Abbey Grange) é um conto de Arthur Conan Doyle protagonizado por Sherlock Holmes e Dr. Watson, foi publicado pela primeira vez na Strand Magazine, em Setembro de 1904, com ilustrações de Sidney Paget, e na Collier´s Weekly, em Dezembro de 1904, com ilustrações de Frederic Dorr Steele.

## Enredo

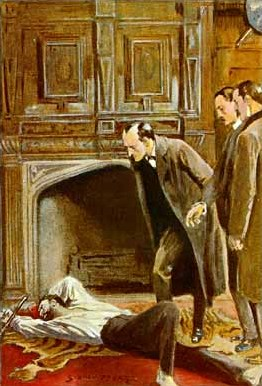
Sherlock Holmes examinando o corpo.

A pedido de Stanley Hopkins, Sherlock Holmes vai a Abbey Grange, investigar o assassinato de Eustace Brackenstall, cuja morte ocorreu em presença de sua mulher amordaçada, a Scotland Yard desconfiava de um trio de ladrões que agia na região, mas Sherlock Holmes consegue solucionar o mistério. 